# Episodi di You're the Worst (quinta stagione)
La quinta e ultima stagione della serie televisiva You're the Worst è stata trasmessa in prima visione negli Stati Uniti d'America su FXX, dal 9 gennaio al 3 aprile 2019.
In Italia la stagione è inedita.
| nº | Titolo originale                          | Titolo italiano | Prima TV USA     | Prima TV Italia |
| -- | ----------------------------------------- | --------------- | ---------------- | --------------- |
| 1  | The Intransigence of Love                 |                 | 9 gennaio 2019   |                 |
| 2  | The Pin In My Grenade                     |                 | 16 gennaio 2019  |                 |
| 3  | The One Thing We Don't Talk About         |                 | 23 gennaio 2019  |                 |
| 4  | What Money?                               |                 | 30 gennaio 2019  |                 |
| 5  | A Very Good Boy                           |                 | 6 febbraio 2019  |                 |
| 6  | This Brief Fermata                        |                 | 13 febbraio 2019 |                 |
| 7  | Zero Eggplants                            |                 | 20 febbraio 2019 |                 |
| 8  | The Pillars of Creation                   |                 | 27 febbraio 2019 |                 |
| 9  | Bachelor/Bachelorette Party Sunday Funday |                 | 6 marzo 2019     |                 |
| 10 | Magical Thinking                          |                 | 13 marzo 2019    |                 |
| 11 | Four Goddamn More Days                    |                 | 20 marzo 2019    |                 |
| 12 | We Were Having Such a Nice Day            |                 | 27 marzo 2019    |                 |
| 13 | Pancakes                                  |                 | 3 aprile 2019    |                 |